# Rolls-Royce Trent 900
O Trent 900 é o motor utilizado nas aeronaves Airbus A380, que é a maior aeronave comercial do mundo.

## Desenvolvimento

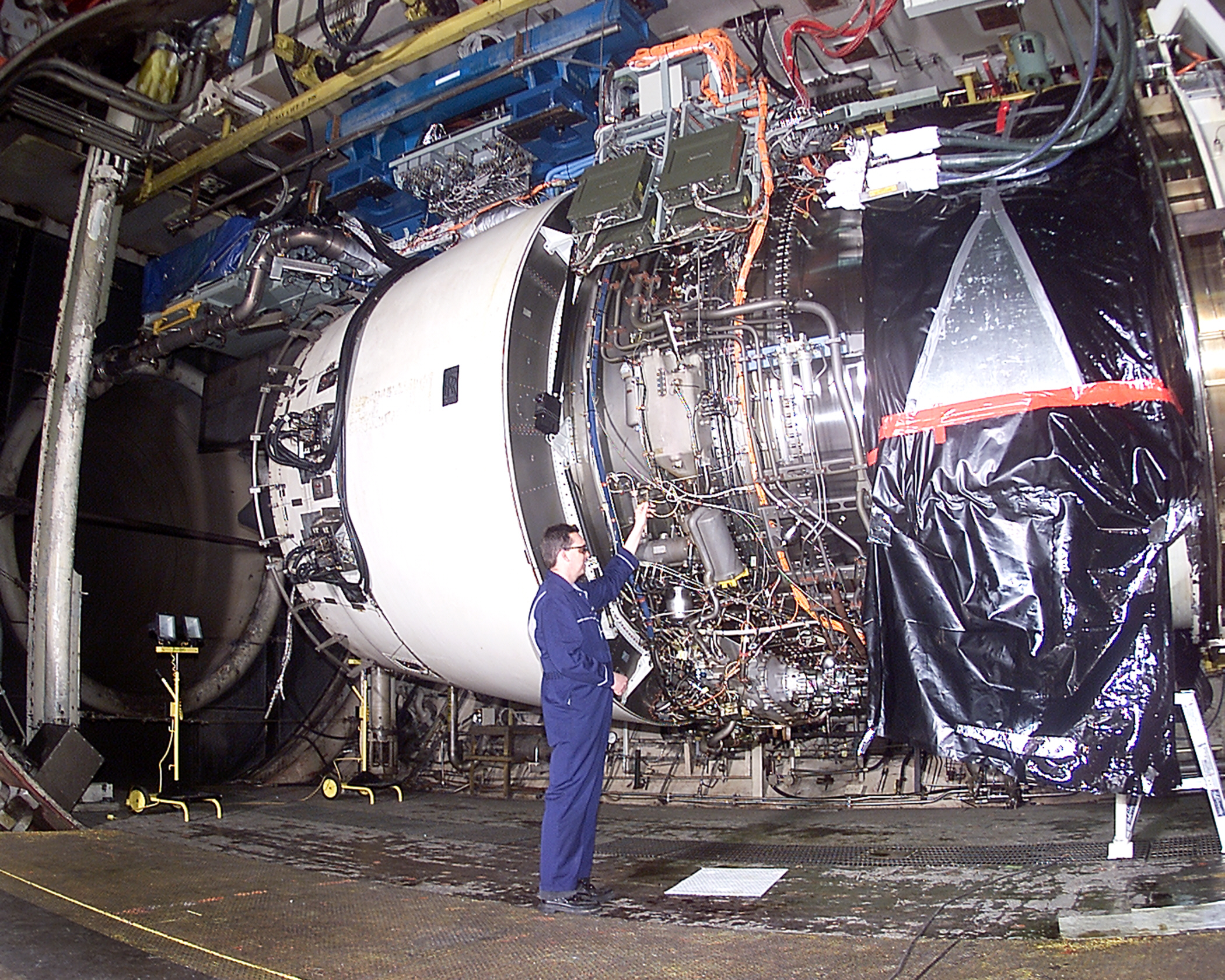
Rolls-Royce Fitter, Jeremy Galland, verifica a instrumentação do motor Trent 900 para testes nas instalações de testes de aeropropulsão do Arnold Engineering Development Center (AEDC). O motor, selecionado como motor para a aeronave de passageiros Airbus A380, foi submetido a testes de operacionalidade e desempenho do motor e de formação de gelo.

Em julho de 1996, a Rolls-Royce Holdings ofereceu o Trent 900 para o Boeing 747-500/600X, visando uma entrada em serviço em 2000 e competindo com a General Electric/Pratt & Whitney Engine Alliance. Com um núcleo Trent 800 reduzido e uma hélice semelhante de 2,8 m, aumentando a taxa de bypass de 6,5 para 8,5, o motor de 345–365 kN (78.000–82.000 lbf) também poderia alimentar o Airbus A3XX. O desenvolvimento de US$ 450 milhões visava uma certificação em dezembro de 1999, mas o 747X foi posteriormente abandonado, deixando o A3XX, seu concorrente da Airbus, como uma possível aplicação a partir de 2003.